# Sal's Pizza (Brooklyn Nine-Nine)
"Sal's Pizza" es el noveno episodio de la primera temporada de la serie de comedia estadounidense Brooklyn Nine-Nine. Es el noveno episodio general de la serie y está escrito por Lakshmi Sundaram y dirigido por el coproductor ejecutivo Craig Zisk. Se emitió por Fox en los Estados Unidos el 19 de noviembre de 2013. Fue el noveno episodio en ser transmitido pero el octavo episodio en ser producido.

## Trama
Jake Peralta (Andy Samberg) y Charles Boyle (Joe Lo Truglio) son llamados a investigar después de que la pizzería favorita de Peralta, Sal's Pizza, es destruida en un incendio. Sin embargo, el jefe de bomberos Boone (Patton Oswalt) se niega a dejarlos entrar al sitio. Jake está enojado por esto, sabiendo que Boone y los bomberos a cargo no se toman en serio el papel de la policía, y Boone incluso sugirió que Sal (Joey Díaz) quemó su propio restaurante.
Debido a un pirata informático (Allen Evangelista), las búsquedas en la web de cada computadora del recinto se vuelven públicas. Como resultado, Amy Santiago (Melissa Fumero) descubre que a Rosa Díaz (Stephanie Beatriz) le ofrecieron un puesto como Capitán en Nueva Jersey, pero declinó el puesto. Santiago se pone celosa porque no le ofrecieron el puesto a ella. Luego, Díaz la lleva a Nueva Jersey para mostrarle el precinto y ver que el lugar es un desastre para trabajar.
Peralta y Boyle interrogan a muchos de los competidores de Sal y no logran encontrar una conexión con el crimen. Luego intentan colarse en la escena del crimen, pero Boone y los inspectores de incendios los capturan y los detienen. Cuando Holt (Andre Braugher) cuestiona a Peralta por tratar de resolver el incendio provocado de Sal, Peralta revela que fue el lugar al que lo llevó su padre después de cada partido de las ligas menores que había jugado cuando era niño. Esto convence a Boone de entregar la investigación a Peralta y finalmente encontrar al culpable: uno de los competidores que robó la receta de Sal para usar en su nuevo restaurante.

## Recepción

### Espectadores
En su transmisión estadounidense original, "Sal's Pizza" fue vista por un estimado de 3.36 millones de espectadores domésticos y obtuvo una participación de 1.5 / 4 entre los adultos de 18 a 49 años, según Nielsen Media Research. Este fue un ligero aumento en la audiencia del episodio anterior, que fue visto por 3,26 millones de espectadores con un 1,4 / 4 en la demografía 18-49. Esto significa que el 1,5 por ciento de todos los hogares con televisores vieron el episodio, mientras que el 4 por ciento de todos los hogares que veían televisión en ese momento lo vieron. Con estas calificaciones, Brooklyn Nine-Nine fue el segundo programa más visto en FOX durante la noche, superando a Dads y The Mindy Project, pero detrás de New Girl, cuarto en su franja horaria y undécimo por la noche en la demografía 18-49, detrás de The Goldberg, New Girl, The Biggest Loser, Chicago Fire, Persona de interés, Agentes de SHIELD, NCIS: Los Ángeles, David Blaine: Real or Magic, NCIS y The Voice.

### Revisiones críticas
"Sal's Pizza" recibió críticas positivas de la crítica. Roth Cornet de IGN le dio al episodio un "gran" 8.0 sobre 10 y escribió: "Otro episodio fuerte de Brooklyn Nine-Nine mientras los escritores continúan permitiendo que la química se desarrolle entre el elenco de apoyo. El conjunto es realmente lo que funciona con esto serie, con cada miembro del elenco trabajando para transmitir los chistes al siguiente ". 
Molly Eichel de The A.V. Club le dio al episodio una calificación de "B +" y escribió: "La trama de Díaz y Santiago fue menos emocionante que el resto: a Díaz se le ofrece un trabajo como Capitán en un suburbio aburrido, exponiendo la ambición celosa de Santiago. Estaba bien terminado con un Santiago se inclinó ante la figura de autoridad Holt y su admisión de que en una familia de siete niños, la competencia era el camino al éxito".
Alan Sepinwall de HitFix escribió: "'Sal's Pizza' fue otro episodio en el que Jake no marcó correctamente, pero funcionó de todos modos porque los personajes secundarios se han vuelto tan ricos tan rápidamente. Así que, aunque Jake estaba de nuevo siendo un niño pequeño - incluso su motivación para perseguir la investigación del incendio premeditado provino de la infancia (que, como sospeché brevemente, no resultó ser una mentira para callar al jefe de bomberos Boone) - los hábitos gastronómicos de Charles, además de que Patton Oswalt es Patton Oswalt (*), fueron lo suficientemente divertidos como para llevar la historia A ". Aaron Channon de Paste le dio al episodio un 7,6 sobre 10 y escribió:" Si alguna vez hay un episodio como este en el que Peralta de Samberg se limita a 'Eres un bombero, por lo que debería saber cómo tratar esa quemadura, 'hay media docena de coprotagonistas que lo respaldan aplastando Magic 8-Balls con sus propias manos o describiendo el interior de las mejillas como' muslos con lengua '. La serie ha recorrido un largo camino en poco tiempo desde el piloto cuando parecía que la serie estaba destinada a ser llevada en su totalidad por Samberg y Braugher. 'Sal's Pizza', a pesar de sus defectos, es un testimonio de ese crecimiento ". 